# Tupure
Tupure, ou Tupere, est la capitale de la paroisse civile d'Avaria de la municipalité de Democracia de l'État de Falcón au Venezuela.